# Dimitris Beis
Dimitris Beis (griechisch Δημήτρης Μπέης, * 1928 in Edessa; † 25. Oktober 2012 in Athen) war ein griechischer Politiker.
Beis studierte Rechtswissenschaften und war für ein Aufbaustudium in Paris. Bereits 1964 war er Bürgermeister der Gemeinde Zografos im Großraum Athen. Beis war von 1979 bis 1986 in zwei aufeinanderfolgenden Wahlperioden der Bürgermeister von Athen. In dieser Zeit setzte er sich für eine Begrünung der Stadt und den Sport stark ein. Außerdem wurde in seiner Amtszeit als Bürgermeister der Athener Karneval wieder ins Leben gerufen. 
Während seiner Laufbahn als Politiker war Beis ab 1989 Mitglied des griechischen Parlaments für die sozialistische PASOK.